# Chiesa di San Giorgio (Lerici)
La chiesa di San Giorgio è un tempio cattolico situato nella frazione di Tellaro, in via San Giorgio, nel comune di Lerici in provincia della Spezia. 

In questa chiesa aveva sede l'omonima parrocchia, poi trasferita nella nuova chiesa parrocchiale di Stella Maris, della diocesi della Spezia-Sarzana-Brugnato.

## Storia

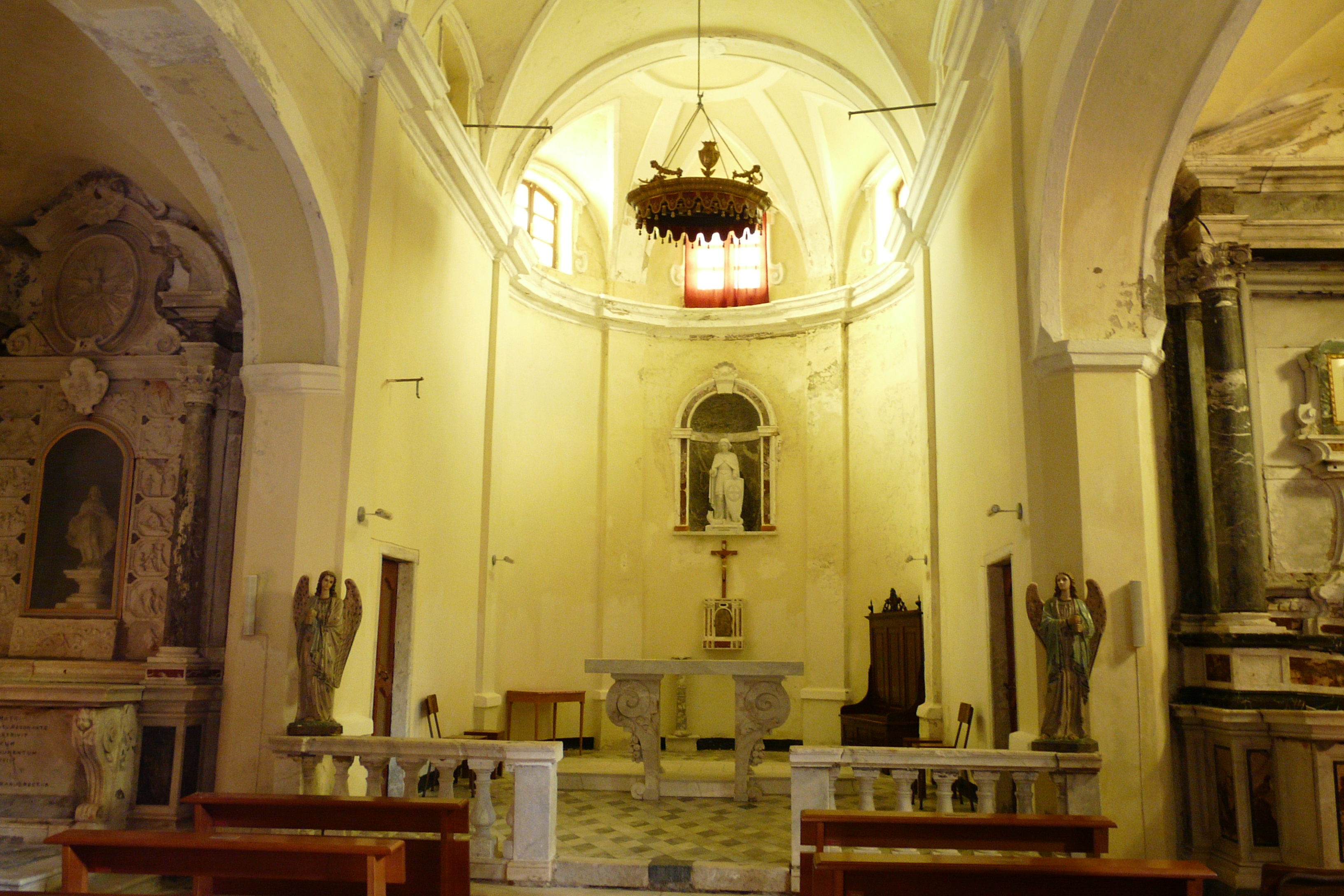
Particolare dell'altare e dell'abside

Edificata sui resti di una trecentesca fortificazione genovese sulla punta di Treggiano,  sperone di roccia a sud ovest del borgo marinaro, nel XIII secolo la chiesa dipendeva dalla pieve di Ameglia
La chiesa attuale risale al XVI secolo. 

Subito dopo la consacrazione avvenuta il 1º maggio 1584 per opera del visitatore apostolico Angelo Peruzzi (vescovo di Cesarea in partibus) una delle torri del complesso fortificato genovese fu adattata a campanile.

Per molti anni, integrata com'è nel sistema difensivo del borgo, la chiesa assolse anche la funzione di fortificazione.
Nel 1618 la chiesa venne ampliata con la costruzione della sacrestia, le arcate che dividono la navata e le volte.
La sua posizione è caratteristica, con abside e campanile rivolti verso il mare, mentre la semplice facciata è sulla piccola via del borgo. 
Con le sue pareti a tinte vivaci è naturale soggetto di pittori e fotografi.

## Architettura
La facciata, insistente sullo strettissimo vicolo, è a due ordini sovrapposti di paraste tuscaniche e ioniche, raccordati da volute laterali, ed è conclusa dal timpano triangolare. In asse si apre in basso un bel portale mistilineo in marmo bianco di Carrara, abbellito da due volute con cornucopie e da un rilievo dedicato a San Giorgio.
L'interno è a pianta rettangolare a tre navate separate da due colonne ottagonali in pietra nera locale. La volta centrale è a botte e il presbiterio è a calotta emisferica, mentre quelle laterali sono a crociera. 

L'interno della chiesa presenta una veste barocca, sia nell'altare maggiore che in quelli laterali. Il pavimento è a losanghe in marmo bianco e bardiglio di Carrara. 

La chiesa conserva ancora una cinquecentesca marmorea pala d'altare a bassorilievo, mentre il fonte battesimale, in stile barocco, e la statua di San Giorgio sono stati trasferiti nella nuova chiesa Stella Maris del borgo.
La cantoria ospita un organo del 1846 costruito da Nicomede Agati di Pistoia.
L'esterno dell'abside semicircolare, rivolta verso il mare, è affiancato da una torre cilindricasulla quale si eleva il campanile a pianta quadrangolare. 

Il campanile è forato da monofore a tutto sesto, è sormontato da quattro pinnacoli angolari e dal tamburo di sezione ottagonale che sostiene il cupolino a padiglione con forma a cipolla.

## Curiosità
Secondo una tramandata leggenda popolare furono le campane della chiesa di San Giorgio, suonate da un polpo gigante, a svegliare gli abitanti del borgo permettendo loro di respingere un improvviso assalto notturno di pirati saraceni. 

Di questo curioso avvenimento si fa cenno anche in un'iscrizione presso la chiesa che recita: